# Травень 2009
Травень 2009 — п'ятий місяць 2009 року, що розпочався у п'ятницю 1 травня та закінчився у неділю 31 травня.

## Події
- 6 травня — Загальні вибори у ПАР.
- 11 травня — старт місії STS-125 шатла «Атлантіс» до Міжнародної космічної станції.
- 16 травня — представник Норвегії Олександр Рибак переміг на пісенному конкурсі Євробачення в Москві.
- 17 травня — президентом Литви обрано Далю Грибаускайте.
- 18 травня — закінчилась громадянська війна на Шрі-Ланці.
- 20 травня — фінал Кубка УЄФА в Стамбулі. Переможець — донецький «Шахтар».
- 27 травня — фінал Ліги чемпіонів УЄФА в Римі. Переможець — «Барселона».
- 31 травня:
  - Парламентські вибори в Південній Осетії.
  - У фіналі кубка України з футболу полтавська «Ворскла» перемогла донецький «Шахтар».